# Episodi di Homicide Hills - Un commissario in campagna (quinta stagione)
La prima parte (episodi 1-7) della quinta stagione di Homicide Hills - Un Commissario in Campagna è stata trasmessa sul canale tedesco Das Erste dal 16 aprile al 28 maggio 2024. La seconda parte (episodi 8-13) è stata trasmessa dal 3 settembre al 15 ottobre 2024.
La serie è trasmessa in prima visione assoluta in lingua italiana in Svizzera su RSI La2 dal 4 maggio 2025.
In Italia, la stagione è trasmessa in prima visione su Rai 3 dall'8 giugno 2025, con due episodi dal 29 giugno 2025 alle 15:35. Dal settimo episodio risulta essere in prima visione assoluta.
| n° | Titolo originale      | Titolo italiano        | Prima TV originale | Prima TV in Italiano RSI La2 | Prima TV in Italia Rai3 |
| -- | --------------------- | ---------------------- | ------------------ | ---------------------------- | ----------------------- |
| 1  | Furcht und Schrecken  | Paura e terrore        | 16 aprile 2024     | 4 maggio 2025                | 8 giugno 2025           |
| 2  | Maibaum-Massaker      | L'albero di maggio     | 23 aprile 2024     | 11 maggio 2025               | 6 luglio 2025           |
| 3  | Die Bestechlichen     | I corrotti             | 30 aprile 2024     | 8 giugno 2025                | 29 giugno 2025          |
| 4  | Der Prozess           | Il processo            | 7 maggio 2024      | 15 giugno 2025               | 29 giugno 2025          |
| 5  | Operation heilige Kuh | Operazione mucca sacra | 14 maggio 2024     | 22 giugno 2025               | 6 luglio 2025           |
| 6  | Hengasch Zwischenfall | Alieni a Hengasch      | 21 maggio 2024     | 29 giugno 2025               | 13 luglio 2025          |
| 7  | Akte Waschbär         | Il caso del procione   | 28 maggio 2024     | 27 luglio 2025               | 13 luglio 2025          |
| 8  | Marie rennt           | Marie, corri!          | 3 settembre 2024   | 3 agosto 2025                | 20 luglio 2025          |
| 9  | Mörderspiel           | Cena con delitto       | 10 settembre 2024  | 10 agosto 2025               | 20 luglio 2025          |
| 10 | Renate                | Renate                 | 17 settembre 2024  | 17 agosto 2025               | 10 agosto 2025          |
| 11 | Minigolf Mafia        | Il torneo di minigolf  | 24 settembre 2024  | 24 agosto 2025               | 17 agosto 2025          |
| 12 | Women in Black        | Donne in nero          | 8 ottobre 2024     |                              | 24 agosto 2025          |
| 13 | Tag der Abrechnung    |                        | 15 ottobre 2024    |                              |                         |

## Paura e terrore
- Titolo originale: Furcht und Schrecken
- Diretto da:
- Scritto da:

## L'albero di maggio
- Titolo originale: Maibaum-Massaker
- Diretto da:
- Scritto da:

## I corrotti
- Titolo originale: Die Bestechlichen
- Diretto da:
- Scritto da:

## Il processo
- Titolo originale: Der Prozess
- Diretto da:
- Scritto da:

## Operazione mucca sacra
- Titolo originale: Operation heilige Kuh
- Diretto da:
- Scritto da:

## Alieni a Hengasch
- Titolo originale: Hengasch Zwischenfall
- Diretto da:
- Scritto da:

## Il caso del procione
- Titolo originale: Akte Waschbär
- Diretto da:
- Scritto da:

## Marie, corri!
- Titolo originale: Marie rennt
- Diretto da:
- Scritto da:

## Cena con delitto
- Titolo originale: Mörderspiel
- Diretto da:
- Scritto da:

## Renate
- Titolo originale: Renate
- Diretto da:
- Scritto da:

## Il torneo di minigolf
- Titolo originale: Minigolf Mafia
- Diretto da:
- Scritto da:

## Women in Black
- Titolo originale: Women in Black
- Diretto da:
- Scritto da:

## Tag der Abrechnung
- Titolo originale: Tag der Abrechnung
- Diretto da:
- Scritto da: